# والیبال قهرمانی باشگاه‌های مردان جهان ۲۰۱۰
والیبال قهرمانی باشگاه‌های مردان جهان ۲۰۱۰ ششمین  دوره این مسابقات از ۱۵ تا ۲۰ دسامبر به میزبانی دوحه قطر برگزار شد و در نهایت ترنتینو قهرمان این دوره از مسابقات باشگاه‌های جهان شد.

## سالن
- الغرافه, دوحه, قطر

## تیم‌های انتخاب شده
| تیم           | واجد شرایط به عنوان                              |
| ------------- | ------------------------------------------------ |
| العربی        | میزبان                                           |
| الاهلی        | قهرمانان قهرمانی باشگاه‌های آفریقا ۲۰۱۰           |
| پیکان تهران   | قهرمان قهرمانی باشگاه‌های آسیا ۲۰۱۰               |
| ترنتینو       | قهرمان لیگ قهرمانان والیبال اروپا ۲۰۱۰           |
| پائول میشل    | قهرمانی قهرمانی باشگاه‌های نورسکا ۲۰۱۰            |
| بولیوار       | نایب قهرمان قهرمانی باشگاه‌های آمریکای جنوبی ۲۰۱۰ |
| دینامو مسکو   | وایلد کارت و نایب قهرمان لیگ قهرمانان اروپا      |
| اسکرا بلچاتوف | وایلد کارت و سوم لیگ قهرمانان اروپا              |

## گروه بندی
| گروه A                            | گروه B                                 |
| --------------------------------- | -------------------------------------- |
| اسکرا بلچاتوف الاهلی پیکان العربی | ترنتینو دینامو مسکو پائول میشل بولیوار |

## فینال
- زمان بر اساس یوتی‌سی ۳:۰۰+

| تاریخ  | ساعت  |               | امتیاز |         | ست ۱  | ست ۲  | ست ۳  | ست ۴  | ست ۵ | مجموع | گزارش |
| ------ | ----- | ------------- | ------ | ------- | ----- | ----- | ----- | ----- | ---- | ----- | ----- |
| ۲۱ Dec | ۱۷:۰۰ | اسکرا بلچاتوف | ۱–۳    | ترنتینو | ۲۲–۲۵ | ۱۹–۲۵ | ۲۵–۲۰ | ۱۶–۲۵ |      | ۸۲–۹۵ | P2 P3 |

## رده بندی نهایی
| رتبه | تیم           |
| ---- | ------------- |
| 1    | ترنتینو       |
| 2    | اسکرا بلچاتوف |
| 3    | پیکان         |
| ۴    | بولیوار       |
| ۵    | الاهلی        |
| ۵    | العربی        |
| ۵    | دینامو مسکو   |
| ۵    | پائول میشل    |

## جوایز
- باارزش ترین بازیکن:  عثمانی خوانتورینا (ترنتینو)
- امتیازآورترین بازیکن:  فدریکو پریرا (بولیوار)
- بهترین پاسور:  رافائل الیویرا (ترنتینو)
- بهترین دریافت کننده:  لوسیانو دچکو (بولیوار)
- بهترین مدافع روی تور:  محمد موسوی (پیکان)
- بهترین پشت خط زن:  عثمانی خوانتورینا (ترنتینو)
- بهترین لیبرو:  پاول زاتورسکی (اسکرا بلچاتوف)